# Hilimaera
Hilimaera is een bestuurslaag in het regentschap Nias Selatan van de provincie Noord-Sumatra, Indonesië. Hilimaera telt 1641 inwoners (volkstelling 2010).